# Bothriechis bicolor
La nauyaca de árbol bicolor (Bothriechis bicolor) es una especie de serpiente venenosa que pertenece a la subfamilia Crotalinae, cuya área de distribución incluye el sur México, Guatemala y Honduras. El nombre específico se refiere a los colores ventrales y dorsales contrastantes. No tiene subespecies reconocidas.

## Descripción
Los ejemplares adultos suelen alcanzar una longitud de 60 a 70 cm, aunque incidentalmente puede alcanzar 100 cm. El cuerpo es relativamente delgado y con cola semiprensil . El patrón de color se compone de un color de base verde o verde azulado. Por lo general, esto es sin ningún tipo de dibujo, pero los ejemplares de México pueden a veces tener manchas y marcas negras o manchas azules. El dorso de la cabeza es de un verde uniforme, sin ninguna franja postocular. La piel intersticial y los bordes de algunas escamas son a menudo azul. El vientre tiene un color algo más claro, por lo general un color verde amarillento uniforme.
La parte de arriba de la cabeza es uniformemente verde y una franja postocular negra está ausente. El iris es verde con reticulaciones negras. La punta de la cola puede ser negra o gris especialmente en especímenes pequeños. Los juveniles tienden a ser más pálidos que los adultos y son generalmente verde amarillento, sin embargo, algunos individuos pueden ser color café.
Hay 8-11 escamas intersupraoculares, 8-12 supralabiales, 9-14 infralabiales, 21 hileras de escamas a la mitad del dorso, 157-175 ventrales en machos y 156-174 en hembras, y 58-75 subcaudales enteras en machos y 57-65 en hembras. Hay 27-33 escamas interrictales.

## Distribución
Su área de distribución se extiende a lo largo de la vertiente del Pacífico desde el sureste de Chiapas en México, hasta el este y centro-sur de Guatemala. También ha sido registrado en unos pocos lugares en Honduras en la parte sur de la Sierra del Merendón y el Cerro Santa Bárbara. La localidad tipo es "Los bosques de San Agustín, departamento de Sololá (Guatemala), en el vertiente occidental de la cordillera. A un altitud de 610 metros". En realidad, San Agustín se encuentra en la ladera sur del Volcán Atitlán.

## Ambiente
Su hábitat natural se compone de selvas tropicales y bosque nuboso entre 500 y 2000 m de altitud. También puede ser observado en plantaciones de café. Los hábitos de esta serpiente permanecen virtualmente desconocidos. Nuestras infrecuentes observaciones de serpientes activas han sido siempre en la noche, nunca en el día, cuando son encontradas enrolladas en vegetación riparia baja a los lados de manantiales. Uno de los nombres comunes en Guatemala “gushnayera”, se deriva del hábito de enrollarse y descansar en la planta de gushnay (familia Araceae)
El veneno de Bothriechis bicolor contiene Hemotoxina. Aunque no se conocen fatalidades por mordeduras de esta especie, puede potencialmente ser fatal.

## Estado de conservación
Esta especie posee un Índice de Vulnerabilidad Ambiental Alto (H) de acuerdo con el EVS (Índice de Vulnerabilidad Ambiental.
al presente se considera rara en bajas elevaciones debido a la destrucción de su hábitat. En la IUCN se encuentra catalogada como menor preocupación (LC), mientras que en la NOM-059-SEMARNAT está como amenazada.